# Ночнар
Ночна́р (Eurostopodus) — рід дрімлюгоподібних птахів родини дрімлюгових (Caprimulgidae). Представники цього роду мешкають в Австралазії і Південно-Східній Азії.

## Опис
Ночнарі — птахи середнього розміру, довжина яких становить 25-37 см, а вага 74-180 г. Вони відрізняються від інших дрімлюг відсутністю щетинок, які ростуть на обличчі. Також ночнарі демонструють деякі інші особливості, не характерні для представників підродин Caprimulginae і Chordeilinae, зокрема "вуха", сформовані перами з боків голови, рудувате оперення у пташенят, тривалі термінни інкубації, а також рудувато-коричневі і чорні плямки на яйцях.

## Види
Виділяють сім видів:
- Ночнар австралійський (Eurostopodus argus)
- Ночнар білогорлий (Eurostopodus mystacalis)
- Ночнар соломонський (Eurostopodus nigripennis)[8]
- Ночнар новокаледонський (Eurostopodus exul)[9][10]
- Ночнар острівний (Eurostopodus diabolicus)
- Ночнар папуанський (Eurostopodus papuensis)
- Ночнар високогірний (Eurostopodus archboldi)

Південних і малазійських ночнарів раніше відносили до роду Eurostopodus, однак за результатами молекулярно-філогенетичного дослідження вони були переведені до відновленого роду Lyncornis.

## Етимологія
Наукова назва роду Eurostopodus походить від сполучення слів дав.-гр. ευρωστος — сильний, міцний і πους — стопа.